# Macropsis sordida
Macropsis sordida är en insektsart som beskrevs av Van Duzee 1894. Macropsis sordida ingår i släktet Macropsis och familjen dvärgstritar. Inga underarter finns listade i Catalogue of Life.